# Helen Doron
Helen Doron (nacida como Helen Rachel Lowenthal; Londres, Reino Unido, 5 de noviembre de 1955) es una lingüista y educadora británica-israelí. Es conocida mundialmente por haber desarrollado el método educativo de idioma inglés Helen Doron para niños desde tres meses hasta adolescentes, hoy en día utilizado en numerosas escuelas tanto públicas como privadas en más de 30 países. Es presidenta del grupo educativo Helen Doron, compañía que celebró su 30.º aniversario en mayo de 2015.

## Biografía
Helen Doron estudió lingüística y lengua francesa en la Universidad de Reading, Reino Unido, y enseñó en la Universidad de Poitiers, en Francia, antes de concluir su máster en lingüística. Helen Doron comenzó a enseñar inglés como segunda lengua, a fin de comprobar sus propias convicciones sobre cómo los niños aprenden naturalmente un nuevo idioma, no a través de la lectura y escritura, sino a través de la comprensión y expresión oral. Pocos años después, desarrolló su propia metodología, conocida como el método Helen Doron. 
Helen Doron fue pionera con su exclusiva metodología de aprendizaje del lenguaje en 1985, basada en la forma "natural" en la que los niños adquieren su lengua materna a través de la audición repetida y refuerzo positivo. En 1990, fue inaugurado el primer centro de enseñanza y actualmente el Helen Doron Educational Franchise Group es una respetada marca internacional, que enseña inglés a los niños en cuatro continentes. En 1995, el método Helen Doron English se introdujo en Europa, primero en Austria y después en Alemania. En 1998 se adoptó el modelo empresarial de franquicias y los Centros de Enseñanza Helen Doron English empezaron a hacerse presentes por toda Europa. Recientemente, Helen Doron English ha entrado en los mercados de China, el sureste asiático e Iberoamérica.

## El método Helen Doron
El método consiste en el aprendizaje de inglés de una forma natural, emulando la forma en que los bebés aprenden de sus padres la lengua materna. El método se centra en dos pilares fundamentales: la repetición y el refuerzo positivo. 
Para llevar a cabo la repetición, el alumno oye en casa, de forma pasiva, una serie de sonidos con estructuras musicales y diálogos en inglés, que posteriormente en las clases serán explicados y asimilados por el alumno, mediante juegos asociativos, canciones, bailes y otras actividades. En clase, cada vez que el alumno realiza la acción esperada por el profesor, por ejemplo dice una palabra en inglés, recibe una felicitación o recompensa, consiguiendo el refuerzo positivo esperado.
Las clases están formadas por grupos de hasta 8 alumnos y se imparten una vez por semana en los centros de enseñanza, y también de forma sistemática en las escuelas infantiles y colegios. Varios artículos han sido escritos sobre el método y los niveles de satisfacción de los padres y profesores.